# Alopecosa trabalis
Alopecosa trabalis es una especie de araña araneomorfa del género Alopecosa, familia Lycosidae. Fue descrita científicamente por Clerck en 1757.
Habita en Europa, Turquía, Rusia (Europa a Siberia del Sur), Kazajistán, Irán y Asia Central.